# كيث بيي
كيث بيي هو سياسي أمريكي، ولد في 5 ديسمبر 1965 في توسان في الولايات المتحدة. نشط حزبياً في الحزب الجمهوري. وقد انتخب عضو مجلس شيوخ أريزونا ‏ وانتخب عضو مجلس نواب أريزونا ‏.